# علوي بن أحمد السقاف
علوي بن أحمد السقاف (1255 - 1335 هـ) شيخ وفقيه شافعي ونقيب السادة العلويين بمكة المكرمة وأحد علمائها الأعيان.
ولي النقابة سنة 1298 هـ، وأجازه مشايخه وأذنوا له في التدريس في الحرم الشريف فتصدر له وأفاد وأجاد. ثم هاجر بأسرته إلى لحج سنة 1311 هـ، فأقام بها إلى سنة 1327 هـ، عاد بعدها إلى مكة المكرمة وصار شيخًا للسادة العلويين. وله مؤلفات ورسائل عديدة منها مجموع في مجلد «مجموعة ثمان رسائل شافعية مفيدة».

## نسبه
علوي بن أحمد بن عبد الرحمن بن محمد بن عبد الله بن حسين بن عيدروس بن أحمد بن أبي بكر بن عبد الرحمن بن عمر بن عبد الرحمن بن عقيل بن عبد الرحمن السقاف بن محمد مولى الدويلة بن علي بن علوي الغيور بن الفقيه المقدم محمد بن علي بن محمد صاحب مرباط بن علي خالع قسم بن علوي بن محمد بن علوي بن عبيد الله بن أحمد المهاجر بن عيسى بن محمد النقيب بن علي العريضي بن جعفر الصادق بن محمد الباقر بن علي زين العابدين بن الحسين السبط بن علي بن أبي طالب، وعلي زوج فاطمة بنت محمد ﷺ.
فهو الحفيد 33 لرسول الله محمد ﷺ في سلسلة نسبه.

## مولده ونشأته
ولد في مكة في شهر شوال سنة 1255 هـ، ونشأ وتربى في حجر والده وحفظ القرآن الكريم ونبغ في علوم كثيرة. كان متفوقًا في العلوم واسع الاطلاع محققًا للمذهب حريصًا على جمع الكتب النفيسة واقتنى منها الشيء الكثير.

## شيوخه
اجتهد في طلب العلم فقرأ على علماء أعلام منهم:
| - والده أحمد بن عبد الرحمن السقاف | - أحمد بن زيني دحلان - عمر بن عبد الله الجفري | - محمد بن حسين الحبشي - أبو بكر بن عبد الله العطاس | - محمد بن عبد الباقي الأهدل |

## انتقاله إلى لحج
وفي أواخر سنة 1311 هـ اضطر أن يترك مكة هو وجماعة من العلماء تجنبًا لأذى الشريف عون، فدعاه السلطان فضل بن علي العبدلي أن يسكن حوطة لحج لخدمة العلم فيها، فلبّى دعوة السلطان، وجاء بعائلته من مكة، وتولى أمر التدريس بلحج، وأقبل الناس على طلب العلم، فكان يحضر في حلقة التدريس من التلاميذ نحو مئة وخمسين طالب غير المبتدئين، وتخرج منهم جملة قضاة ونال بعضهم درجة الإفتاء. قال فيه السيد سالم بن أحمد بن علي المحضار صاحب حبان وقد زاره في لحج سنة 1313 هـ:

## مؤلفاته
له مؤلفات كثيرة في الفقه والسيرة والأنساب والتاريخ، وقد طبع كثير منها في حياته منها:
| - «الفوائد المكية فيما يحتاج إليه طلبة السادة الشافعية» - «مختصر الفوائد المكية» - «علاج الأمراض الردية بشرح الوصية الحدادية» - «القول الجامع المتين في بعض المهم من حقوق إخواننا المسلمين» - «الكوكب الأجوج في أحكام الملائكة والشياطين والأنس والجن ويأجوج ومأجوج» - «فتح العلام بأحكام السلام» - «قمع الشهوة عن تناول التنباك والكِفتة والقات والقهوة» (الكِفتة نوع من القات) - «القول الجامع النجيح في أحكام صلاة التسابيح» - «ترشيح المستفيدين بتوشيح فتح المعين» - «هدية الناهض إلى كفاية الخائض» في علم الفرائض - «خدمة المرتاب من أهل الكتاب» - «أنساب أهل البيت» | - «السيرة النبوية في الأنساب الفاطمية» - «مطلب الراغب فيما يحتاج إليه الطالب» - «الباقيات الصالحات والدروع السابغات» مجموع أوراد نبوية - «منظومة في الأنبياء الذين يجب الإيمان بهم» - «نظم في معرفة الوقت والقِبْلة» - «رسالة في زيارة القبر النبوي الشريف» - «رسالة في الجبر والمقابلة» - «رسالة في الحساب» - «منظومة في تاريخ القرون والأنبياء والسيرة الشريفة» - «مصطفى العلوم» مجموع منظوم لخص فيه عشرين علمًا - رسائل في النحو والفلك والميقات وغير ذلك من الشروح والرسائل |

## ذريته
وقد تزوج من آمنة بنت محمد بن حسين الحبشي، وله من الأبناء ثلاثة: أحمد الذي تولى منصب رئيس الديوان الملكي الهاشمي بالأردن، ومحمد، وحسن.

## وفاته
توفي ليلة الجمعة الخامس عشر من شهر المحرم سنة 1335 هـ بمكة، وصلي عليه صبحها عند باب الكعبة، ودفن بحوطة السادة العلوية بمقبرة المعلاة.

### استشهادات
1. ↑  الزركلي، خير الدين (2002). الأعلام (PDF). بيروت، لبنان: دار العلم للملايين. ج. الجزء الرابع. ص. 249. مؤرشف من الأصل (PDF) في 2020-09-22.
2. ↑  عبد الجبار، عمر بن يحيى (1403 هـ). سير وتراجم بعض علمائنا في القرن الرابع عشر للهجرة. جدة، السعودية: تهامة. ص. 137. {{استشهاد بكتاب}}: تحقق من التاريخ في: |تاريخ= (مساعدة)
3. ↑  تيمور، أحمد بن إسماعيل (2019). أعلام الفكر الإسلامي في العصر الحديث. المملكة المتحدة: مؤسسة هنداوي. ص. 263. مؤرشف من الأصل في 2021-01-18.
4. ↑  المشهور، أبو بكر بن علي. لوامع النور. صنعاء، اليمن: دار المهاجر. ج. الجزء الأول. ص. 281.
5. ↑  المشهور، عبد الرحمن بن محمد (1404 هـ). شمس الظهيرة (PDF). جدة، السعودية: عالم المعرفة. ج. الجزء الأول. ص. 243. مؤرشف من الأصل (PDF) في 2 يناير 2020. {{استشهاد بكتاب}}: تحقق من التاريخ في: |تاريخ= (مساعدة)
6. ↑  العطاس، علي بن حسين. تاج الأعراس في مناقب الحبيب صالح بن عبد الله العطاس (ط. الأولى). إندونيسيا: منارة قدس. ج. الجزء الثاني. ص. 672.
7. ↑  العبدلي، أحمد فضل (1351 هـ). هدية الزمن في أخبار ملوك لحج وعدن (PDF). القاهرة، مصر: المطبعة السلفية ومكتبتها. ص. 188. مؤرشف من الأصل (PDF) في 2020-12-30. {{استشهاد بكتاب}}: تحقق من التاريخ في: |تاريخ= (مساعدة)
8. ↑  المرعشلي، يوسف عبد الرحمن (1427 هـ). نثر الجواهر والدرر في علماء القرن الرابع عشر (PDF). بيروت، لبنان: دار المعرفة. ص. 872. مؤرشف من الأصل (PDF) في 2018-06-12. {{استشهاد بكتاب}}: تحقق من التاريخ في: |تاريخ= (مساعدة)
9. ↑  مرداد، عبد الله أبو الخير (1406 هـ). المختصر من كتاب نشر النور والزهر في تراجم أفاضل مكة (PDF). جدة، السعودية: عالم المعرفة. ص. 343. {{استشهاد بكتاب}}: تحقق من التاريخ في: |تاريخ= (مساعدة)
10. ↑  السقاف، أحمد بن عبد الرحمن. الأمالي. تريم، اليمن: دار الأصول. ص. 111.

## وصلات خارجية
- مجموعة ثمان رسائل شافعية مفيدة - متجر جوجل بلاي للكتب.